# عملیات نگهبان بیدار
عملیات نگهبان بیدار (به انگلیسی: Operation Vigilant Guardian) (با نام خلاصه OVG) یک عملیات ارتش بلژیک برای مقابله با تهدید تروریستی و محافظت از مناطق و نقاط حساس کشور است که پس از حملات حملات ژانویه ۲۰۱۵ ایل-دو-فرانس و از بین بردن یک سلول تروریستی در ویروئر ایجاد شد. این عملیات در تاریخ ۱۶ ژانویه ۲۰۱۵ انجام شد و هنوز ادامه دارد.
این عملیات، با نام اصلی میهن، پس از حملات ۱۳ نوامبر، به ویژه از طریق اجرای شرایط اضطراری مطلق در منطقه بروکسل از ۲۱ تا ۲۶ نوامبر ۲۰۱۵ و پس از حملات مارس ۲۰۱۶ بروکسل، در طول سال ۲۰۱۵ به‌طور قابل توجهی تقویت شد.
استقرار سربازان در خیابان‌های بلژیک از زمان جنگ جهانی دوم و تعدادی از وقایع خشونت بار در دهه ۱۹۸۰ یک اتفاق بی‌سابقه است.

## اهداف
این عملیات نظامی، با همکاری پلیس و با تصمیم دولت بلژیک ایجاد شده و هدف آن تأمین امنیت مکان‌های «حساس» برای مقابله با تهدید تروریستی در مکان‌های شلوغ عمومی (ایستگاه‌ها، مراکز خرید، میادین)، عبادتگاه‌ها، حمل و نقل (مترو، قطارها، ایستگاه‌ها، فرودگاه‌ها)، نهادهای دولتی (نهادهای اروپایی، سفارتخانه‌ها، پارلمان‌ها)، مدارس، دانشگاه‌ها، بیمارستان‌ها، بنادر، نیروگاه‌های هسته ای و مرزهای بین‌المللی است.

## درگیری نیروها
در آغاز عملیات فقط ۱۵۰ عضو نظامی فرستاده شدند، تعداد پرسنل به‌طور پیوسته افزایش یافت و به رقم ۱۸۲۸ سرباز استقرار یافته در اکتبر ۲۰۱۶ رسید.

## هزینه‌ها
برای سال ۲۰۱۵ (آغاز عملیات شنبه، ۱۷ ژانویه ۲۰۱۵)، هزینه استقرار ارتش در خیابان به ۱۵٫۱۵ میلیون یورو رسید. در سال ۲۰۱۶، فقط برای اولین سه ماه اول سال، هزینه ۱۲٫۰۱ میلیون بود. برای سه‌ماهه دوم، به‌طور خاص از اول آوریل تا ۲ ژوئیه، طبق برآوردهای دولت، مبلغ ۲۲٫۰۵ میلیون یورو پیش‌بینی می‌شد. به گفته وزارت کشور، به علت افرایش پرنسل از سال ۲۰۱۵، هزینه‌های عملیات نگهبان بیدار نیز افزایش یافته‌است.

## حوادث
۲۰ ژوئن ۲۰۱۷، یک مرد وارد محوطه ایستگاه مرکزی بروکسل شد و قصد انجام یک حمله تروریستی را داشت. این حمله خنثی شد و عامل این حادثه که «اوساما ز» نامیده می‌شود، توسط سربازانی که به عنوان بخشی از عملیات نگهبان بیدار بسیج شده بودند، کشته شد.
این خنثی سازی، علاوه بر جنبه صرفه جویی، ماهیت استثنایی نیز داشت چون این اولین بار پس از جنگ جهانی دوم است که یک سرباز کسی را در خاک بلژیک می‌کشد.
در ۲۶ اوت ۲۰۱۷، یک نفر پس از حمله با چاقو به یک گشت نظامی در مرکز بروکسل در بلوار Émile Jacqmain مورد اصابت گلوله قرار گرفت و زخمی شد. دادستان فدرال حمله تروریستی را تجاوزگری خواند. روز بعد ادعا شد که حمله توسط داعش بوده. چند روز پس از حمله در ۲۸ اوت ۲۰۱۷، ستاد کل ارتش اعلام کرد که ارتش باید گشت‌های خود را در خیابان، حداقل تا سال ۲۰۲۰ ادامه دهد.

## معادل
- معادل این عملیات از عملیات نظامی فرانسه به نام عملیات سنتینل، الهام گرفته شده‌است.
- عملیات تمپرر معادل ارتش انگلیس است.
- Operation Banner نیروهای مسلح انگلیس در ایرلند شمالی از اوت ۱۹۶۹ تا ژوئیه ۲۰۰۷ بود.